# Axenyllodes
Axenyllodes är ett släkte av urinsekter. Axenyllodes ingår i familjen Odontellidae.
Släktet innehåller bara arten Axenyllodes echinatus.